# Hopper meets Chage
『Hopper meets Chage』（ホッパー・ミーツ・チャゲ）は、CHAGEのアニメーション・ビデオ。1999年12月31日にカウントダウンライブ『CHAGE and ASKA 千年夜一夜ライブ ～福岡ドーム 僕らがホーム～』のライブ会場にてVHSで発売された。

## 概要
CHAGEが初めて声優に挑戦したアニメ作品。当時資生堂の化粧品CMで活躍したCGペンギン「Hopper&Meal」と CHAGEが扮する名プロデューサー「Chappy」が歌の特訓をするという意欲的な内容となっている。
「ま、イーカ」は本作の為に作られた新曲であり、現在も音源化されていない。

## 収録曲
1. WINDY ROAD
作詞：澤地隆　作曲：CHAGE
2. 夏の終わり
作詞：澤地隆　作曲：CHAGE
3. [7]
作詞・作曲：CHAGE
4. 12色のクレヨン
作詞：伊藤緑　作曲：CHAGE
5. ま、イーカ (新曲)
作詞・作曲：CHAGE